# Massimiliano Mori
Massimiliano Mori (San Miniato, 8 januari 1974) is een Italiaans wielrenner. Hij komt uit een wielergeslacht. Zijn vader Primo heeft nog een etappe in de Ronde van Frankrijk van 1970 gewonnen en zijn jongere broer Manuele is ook wielrenner.

## Carrière
Mori reed zijn hele loopbaan al als knecht voor zijn kopmannen. Hij heeft onder meer hard gewerkt voor de sprinters Mario Cipollini en Daniele Bennati en voor de klassementsrenners Damiano Cunego, Ivan Gotti en Marco Pantani.
Hij heeft slechts één overwinning geboekt in zijn carrière: de slotetappe van de Ronde van Sardinië in 1997. Dat maakt hem tot laatste etappewinnaar in die wedstrijd, aangezien er sindsdien geen rondes meer georganiseerd zijn. In 2006 bereikte hij nog een aansprekend resultaat. Hij werd toen derde in de GP Ouest France-Plouay.

## Belangrijkste overwinningen
1997
- 5e etappe Ronde van Sardinië

## Resultaten in voornaamste wedstrijden
| Jaar | Ronde van Italië | Ronde van Frankrijk | Ronde van Spanje |
| ---- | ---------------- | ------------------- | ---------------- |
| 1996 |                  |                     | 89e              |
| 1998 |                  | 91e                 |                  |
| 1999 |                  |                     | opgave           |
| 2000 |                  | 67e                 |                  |
| 2001 | 119e             |                     |                  |
| 2002 |                  |                     |                  |
| 2004 |                  | 121e                |                  |
| 2007 |                  |                     |                  |
| 2008 |                  | 140e                | 124e             |
| 2009 |                  |                     | 133e             |

| Jaar | Milaan-San Remo | Gent-Wevelgem | Ronde van Vlaanderen | Parijs-Roubaix | Amstel Gold Race | Parijs-Brussel | Parijs-Tours | Cyclassics Hamburg |
| ---- | --------------- | ------------- | -------------------- | -------------- | ---------------- | -------------- | ------------ | ------------------ |
| 1996 |                 |               |                      |                |                  |                | 114e         |                    |
| 1998 | 32e             | 40e           | 34e                  |                |                  |                |              | 43e                |
| 1999 | 156e            |               | 58e                  |                |                  |                |              | 34e                |
| 2000 | 84e             |               | 90e                  |                | 66e              | 18e            | 113e         | 8e                 |
| 2001 |                 |               |                      |                |                  |                | 47e          | 77e                |
| 2002 | 68e             |               |                      |                |                  |                |              |                    |
| 2004 |                 |               | 61e                  |                |                  |                | 96e          |                    |
| 2007 |                 |               | 75e                  |                |                  |                |              |                    |
| 2008 |                 | 55e           |                      | 84e            |                  |                |              |                    |
| 2009 |                 |               |                      |                |                  |                |              |                    |